# Olios trifurcatus
Olios trifurcatus is een spinnensoort uit de familie van de jachtkrabspinnen (Sparassidae).
De wetenschappelijke naam van de soort werd in 1899 als Sparassus trifurcatus gepubliceerd door Reginald Innes Pocock.